# 郭貫
郭贯（1250年—1331年），字安道，号西埜，保定路清苑（河北省保定市）人，元朝大臣、杂剧作家、书法家。元仁宗时中书左丞。
郭贯幼年时从郝经学。以才行见推，选为枢密中书掾吏，擢升为广西道提刑按察司判官。元世祖至元二十七年（1290年），担任监察御史。巡查江北，劾奏淮西宣慰使昂吉儿害民。至元三十年（1293年），担任佥湖南肃政廉访司事。元成宗大德初年，上书反对元朝用兵攻打八百媳妇国，大德五年（1301年），转任江西道，赈济灾民，有惠政。大德十一年（1307年），担任河东廉访副使。元武宗时，官至治书侍御史、礼部尚书。元仁宗皇庆二年（1313年），出任淮西廉访使，建议设立常平仓，考核各省农事。延祐二年（1315年），担任中书参知政事。次年升任中书左丞。后来担任太子詹事。元英宗至治元年（1321年），以集贤殿大学士致仕，郭贯博学，对于书法精通篆籀，谥号文宪。

## 延伸阅读
[在维基数据编辑]
 《元史/卷174》，出自宋濂《元史》
 《新元史/卷201》，出自柯劭忞《新元史》